# Независимая филиппинская церковь
Независимая филиппинская церковь (таг. Iglesia Filipina Independiente, также Аглипаянцы) — христианская церковь на Филиппинах, близкая к старокатолическим церквям. Была основана в 1902 году как католическая национальная филиппинская церковь. Идею её создания выдвинул Исабело де лос Рейес, фольклорист, впоследствии деятель левого и профсоюзного движения, а её основателем и первым руководителем был Грегорио Аглипай, католический священник и борец за независимость Филиппин. Появление её было вызвано происпанской позицией католического церковного руководства во время войны Филиппин за независимость от Испании. Независимая филиппинская церковь не признаёт над собой верховной власти Ватикана. Она также отрицает целибат и некоторое время ставила под сомнение догматическое учение о Троице, но в 1947 году аглипаянцы (так церковь также называется по имени своего основателя) формально провозгласили, что признают догмат о Троице. Независимая Филиппинская Церковь канонизировала много борцов и мучеников освободительной войны, павших в боях с испанцами и американцами. В настоящее время церковь насчитывает в своих рядах около четырёх миллионов верующих, разделена на 10 епархий и во главе её стоит примат с титулом «верховный епископ» «исп. obispo maximo», с 2011 года это Ephraim Fajutagana y Servanez. Кроме Филиппин, общины аглипаянцев существуют также в США и в Канаде, где они объединены в одну епархию. Независимая филиппинская церковь находится в евхаристическом общении с Церквями англиканского содружества и Старокатолическими церквями Утрехтского согласия.

## История

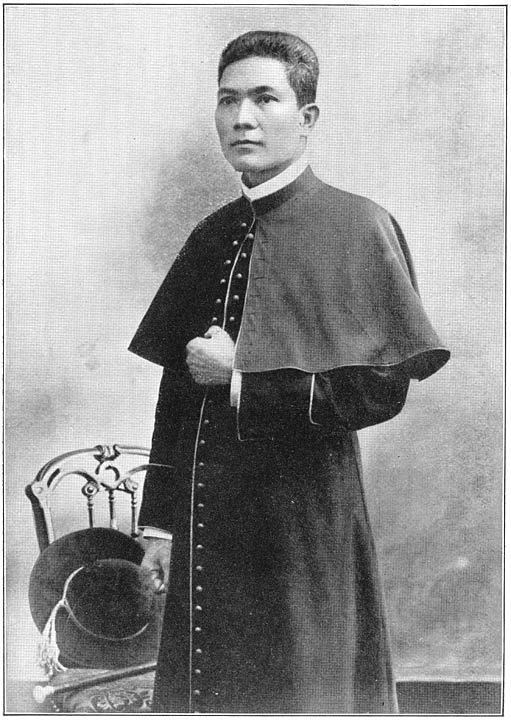
Грегорио Аглипай, основатель аглипаянской церкви

Во время Филиппинской революции Грегорио Аглипай и Исабело де лос Рейес (также известный как Дон Луис), журналист и трудовой активист, который в то время находился в изгнании в Испании, действовали, чтобы реформировать филиппинское католическое духовенство, в котором тогда доминировали испанские монахи. В то время местным филиппинским священникам было запрещено управлять приходом, и они были всего лишь коадъюторами или помощниками испанских монахов. Тогдашний президент Эмилио Агинальдо убедил Аглипая возглавить местное филиппинское духовенство, назначив его генеральным военным викарием в 1898 году, желая свергнуть духовную власть испанских монахов-епископов. Аглипай был членом Конгресса Малолос, единственным представителем религиозного сектора, хотя он также представлял свою родную провинцию.
Аглипай также был лидером партизан во время филиппино-американской войны в звании генерал-лейтенанта. Он также был организатором Филиппинского церковного совета (Paniqui Assembly) 23 октября 1899 года, через несколько месяцев после своего отлучения, в ответ на манифест бывшего премьер-министра Аполинарио Мабини, которому впервые пришла в голову идея призвать филиппинское духовенство организовать Филиппинскую национальную церковь, который получил поддержку от Агинальдо. На собрании присутствовали 28 местных филиппинских священников, таким образом, была создана недолговечная национальная церковь. Однако она была упразднена в 1901 году после распада Первой Филиппинской республики.
После Филиппино-американской войны Исабело де лос Рейес вместе с членами Демократического союза Филиппин официально основал и публично провозгласил начало Филиппинской независимой церкви 3 августа 1902 года в Центре изящных искусств в Киапо, Манила. Позже, в 1904 году, церковь была присоединена к тогдашнему островному правительству Филиппин в качестве единственной религиозной корпорации. Новая церковь отвергла духовный авторитет и Непогрешимость папы римского и отменила требование безбрачия для священников, разрешив им вступать в брак. В то время всё её духовенство было бывшими римско-католическими священниками, в основном из региона Илокос, некоторые из которых стали первыми рукоположёнными епископами церкви, что было оправдано в соответствии с ранними Основополагающими посланиями церкви.
Де лос Рейес был главным инициатором отделения и предложил, чтобы Аглипай стал главой-основателем, или верховным епископом (Obispo Maximo) церкви. Идея Де лос Рейеса создать новую церковь была осмыслена после его репатриации на Филиппины из Испании в 1901 году после того, как его переговоры с Джузеппе Франчика-Нава ди Бонтифе, тогдашним апостольским нунцием в Испании, в 1899 году с просьбой к святому престолу изучить условия на Филиппинах провалились. К тому времени страна сменила испанское правление на американское. Испанские монахи всё ещё контролировали приходы по всей стране, и де лос Рейес опасался, что американское духовенство вскоре заменит испанское, вместо назначения коренных филиппинцев. Наряду с американской колонизацией, начиная с 1901 года, на Филиппины прибыли американские протестантские миссионеры.
Де лос Рейес сумел сплотить достаточное количество людей из своей организации «Демократический союз Филиппин», первой современной федерации профсоюзов в стране, чтобы создать независимую церковь, «сохраняющую всё хорошее в Римской церкви и устраняющую все обманы, которые ввели римо-католики, чтобы испортить моральную чистоту и святость учений Христа». В то время у него была необходимая материально-техническая база, необходимая для формирования новой церкви, кроме одной: оснащённого и наделённого полномочиями епископа, который возглавил бы её.
Поначалу уже отлучённый от церкви Аглипай сопротивлялся, так как изначально был против раскола и был верен магистериуму. Он считал, что все средства достижения взаимопонимания с Римом должны быть сначала исчерпаны, прежде чем объявлять о каком-либо расколе. Однако после того, как его переговоры с лидерами иезуитов и протестантов быстро привели к обратным результатам, когда и те и другие отнеслись пренебрежительно и не позволили местным филиппинским священникам возглавлять свои церкви, он в конце концов принял предложение де лос Рейеса основать независимую церковь, что произошло 6 сентября 1902 года и стал одним из ее епископов, одновременно являясь фактическим верховным епископом, пока 18 января 1903 года он не был окончательно рукоположён в эту должность своими коллегами-епископами в новообразованной церкви. Таким образом, она стала также известна как «Аглипайская церковь», в честь своего первого верховного епископа. Сам Де лос Рейес позже, в 1903 году, был официально отлучён от Римско-католической церкви. Он взял на себя роль главного теолога, а также мирянина данной церкви. 1 октября 1902 года Аглипай возглавил процесс подписания, утверждения и промульгации первой и недолговечной Конституции Независимой Филиппинской республики. В конце 1902 года церковь открыла семинарию, которая позже была переименована в Центральную семинарию Мабини (предшественницу современной Центральной теологической семинарии Аглипай), названную в честь Аполинарио Мабини, в Нанкамалиран-Уэст, Урданета, Пангасинан.
Сразу после вступления в должность Аглипай потребовал от тогдашнего генерал-губернатора Уильяма Говарда Тафта и властей Римско-католической церкви передать ему церковные здания 27 сентября 1902 года, начиная с Манильского собора, но получил отказ. Результатом пятилетней кампании стало присвоение последователями Аглипая почти половины имущества Римско-католической церкви в стране. Однако в 1906 году тогдашний консервативный Верховный суд Филиппин постановил, что всё имущество, которое было занято последователями Аглипая, должно быть возвращено Римско-католической церкви. Верховный суд США оставил это решение в силе в 1909 году. Затем Аглипайская церковь была вынуждена переехать во временные помещения.
Аглипай, как и Хосе Рисаль, позже, в мае 1918 года, стал масоном. Хотя сам де лос Рейес и не был масоном, он, создавший особую доктрину, литургию и организацию для Филиппинской независимой церкви, почерпнул из них некоторые концепции богословия и богослужения, которые затем были официально одобрены Аглипаем. Де лос Рейеса поддержал Мигель Морайта, великий магистр Испанской восточной ложи масонства в Мадриде. Историк Джон Шумахер утверждал, что Морайта и другие нефилипинские масоны и миряне подтолкнули Аглипая и де лос Рейеса к расколу с Римско-католической церковью из-за их неприязни к деятельности католических религиозных орденов на Филиппинах, а не просто восхищения и поощрения филиппинского национализма. Позже Аглипай назвал де лос Рейеса, будучи мирянином, почётным епископом (Obispo Honorario) в 1929 году.
Филиппинская независимая церковь продолжала следовать римско-католическим формам богослужения. Церковь реформировала латинскую тридентскую литургию, и месса в первые дни своего существования тогда произносилась как на испанском, так и на местном наречии. Аглипай и де лос Рейес позже развили свою теологию, отвергнув божественность Христа и концепцию Святой Троицы, официально став унитаристами с 1907 года. Унитарианские, рационалистические и прогрессивные богословские идеи Аглипая и де лос Рейеса были даже очевидны в церковных «Катехизисах» (1905), «Божественном служении» (1906) и новенне «Pagsisiyam sa Birhen sa Balintawak» (1925), а также в её переводе на английский «Новенарий о Родине» (1926).
Де лос Рейес занимал должность почетного епископа до своей смерти 10 октября 1938 года. Были утверждения, что он якобы отрекся от престола и вернулся в Римско-католическую церковь за два года до своей смерти. Однако его сын, Исабело де лос Рейес-младший, который позже стал верховным епископом, решительно выступил против этих заявлений. Аглипай, тем временем, занимал должность верховного епископа вплоть до своей смерти 1 сентября 1940 года.
С первых лет существования внутри Независимой филиппинской церкви конфликтно сосуществовали две основные фракции, которые стали ещё более очевидными после смерти Исабело-старшего и Аглипая: одна унитарианская (возглавляемая преемником Аглипая, священнослужителем, ставшим политиком, и вторым верховным епископом Сантьяго Фонасье, который был верен теологии Аглипая и Исабело-старшего) и другой тринитарий (возглавляемый Исабело де лос Рейесом-младшим, который был избран четвёртым верховным епископом в 1946 году).
В конце срока полномочий Фонасье произошёл раскол, и унитарианская фракция покинула церковь и заявила о праве на название и владение церковным имуществом. Под руководством Исабело-младшего связь церкви с революционными движениями была разорвана и аннулирована вкупе с его стремлением к экуменизму. 4 августа 1947 года, через год после предоставления полной независимости Филиппинам от Соединенных Штатов, Генеральная ассамблея Независимой филиппинской церкви под руководством Исабело-младшего обратилась с петицией в Палату епископов протестантской Епископальной церкви в Соединённых Штатах Америки, одной из церквей англиканского сообщества, о признании их апостольской преемственности.
5 августа 1947 года Независимая филиппинская церковь официально приняла новую Декларацию веры и религиозные догматы, которые были тринитарными. Затем Палата епископов Епископальной церкви в США удовлетворила петицию Независимой филиппинской церкви во время своего заседания в ноябре 1947 года. 7 апреля 1948 года в Кафедральном соборе Святого Луки в Маниле епископы Независимой филиппинской церкви, а именно: де лос Рейес младший, Мануэль Агилар и Херардо Байака (третий верховный епископ), были перерукоположены и наделена преемственностью от Епископальной церкви США. Перерукоположения совершили: епископ Норман Бинстед, Роберт Уилнер и Гарри Кеннеди. Бывший президент Эмилио Агинальдо выступил спонсором трех епископов Независимой филиппинской церкви. Затем иринитарианская Независимая филиппинская церковь подала в суд на унитарианскую фракцию за исключительные права на название и собственность.
После длительных судебных разбирательств, в 1955 году, более доминирующая фракция тринитариев, наконец, получила от Верховного суда право на название и имущество дораскольной Независимой филиппинской церкви. Затем, в 1961 году, Независимая филиппинская церковь вступила в полное общение с англиканским сообществом через Епископальную церковь в Соединённых Штатах Америки. Епископальная церковь оказала помощь в подготовке богослужебных книг Независимой филиппинской церкви. Филиппинский миссал демонстрирует заметное англиканское влияние, сохраняя при этом форму католической мессы. Позже церковь подписала конкордат о полном общении с Церковью Англии в октябре 1963 года, Шотландской епископальной церковью в декабре 1963 года и старокатолическим союзом Утрехта в 1965 году. Группа Фонасье, с другой стороны, оставалась унитарной и в конечном итоге стала известна как «Независимая церковь филиппинских христиан», которая позже стала членом Международной ассоциации за свободу вероисповедания. Однако вскоре они распались на другие второстепенные группы.
В 1977 году церковь приняла новый свод Конституции и канонов, одобренный Генеральной ассамблеей. В 1981 году была сформирована фракция Независимой филиппинской церкви под названием «Филиппинская независимая католическая церковь» (Iglesia Catolica Filipina Independiente), возглавляемая Макарио Га (пятым верховным епископом) и священником Армандо де ла Крузом которые утверждали, что сохранили «первоначальный католический дух и учение». Га был известным убеждённым сторонником бывшего президента и диктатора Фердинанда Маркоса, что вызвало напряжённость среди ряда епископов и мирян, которые критиковали Маркоса и его диктатуру, тем самым ознаменовав возрождение революционно-националистических корней Филиппинской церкви. Оппозиционная Га фракция сплотилась вокруг избрания Абдиаса де ла Круса, в то время епископа Аклана и Каписа, новым верховным епископом на Генеральной ассамблее 1981 года Затем Га подал петицию в Комиссию по ценным бумагам и биржам в попытке аннулировать избрание де ла Круза. Га также поставил под сомнение подлинность утвержденной Конституции и канонов 1977 года спустя несколько лет после утверждения. Однако, даже после ходатайства о пересмотре, как Комиссия по ценным бумагам и биржам, так и Апелляционный суд привели в исполнение решение в пользу де ла Круза и Конституции и канонов 1977 года в 1985 и 1987 годах, соответственно.
Впоследствии фракция Га зарегистрировала своё название отдельно в Комиссии по ценным бумагам и биржам. Позже Независимая филиппинская церковь отреагировала, попросив суд запретить фракции использовать название «Филиппинская независимая католическая церковь», точно такое же название в одном из зарегистрированных Комиссией по ценным бумагам и биржам признанных альтернативных названий. Комиссии по ценным бумагам и биржам пересмотрела, а затем отозвала свидетельство о регистрации «Филиппинской независимой католической церкви» и распорядилась изменить его название, чтобы избежать путаницы с Независимой филиппинской церковью и всеми его епархиями, которые первыми зарегистрировали название «Филиппинская независимая католическая церковь», за несколько лет до создания фракции Га, и поэтому считались законными владельцами. «Филиппинская независимая католическая церковь» подала апелляцию, и дело дошло до Верховного суда. Однако из-за технических нюансов последний постановил закрыть дело. В конце концов, в компромиссном соглашении, чтобы в дальнейшем избежать конфликта с Независимой филиппинской церковью, «Филиппинская независимая католическая церковь» и его отделения/епархии вновь зарегистрировались в Комиссии по ценным бумагам и биржам под другим названием в 2014 году, но лишь с небольшими изменениями по сравнению с предыдущим, а также с их архиепархией Висайи, соответственно изменившей название своей епархии на «Независимую католическую церковь Восточной Висайи», возглавляемой их митрополитом архиепископом Валиантом Даягбилом. В конечном счете, позже, в 2019 году, вся группа с тех пор официально известна как «Международная конференция Филиппинских независимых католических церквей Иисуса Христа», которая с 2020 года находится в согласии с Англиканской церковью в Северной Америке, провинцией, не являющейся членом Англиканского сообщества .

## Руководство
- Грегорио Аглипай (1902—1940)
- Сантьяго Фонасье (1940—1946)
- Херардо Баяка (январь-сентябрь 1946)
- Изабело де лос Рейес-младший (1946—1971)
- Макарио Га (1971—1981)
- Абдиас де ла Крус (1981—1987)
- Солиман Ганно (1987—1989)
- Тито Паско (1989—1993)
- Альберто Раменто (1993—1999)
- Томас Милламена (1999—2005)
- Годфредо Давид (2005—2011)
- Эфраим Фаджутагана (2011—2017)
- Ри Тимбанг (2017—2023)
- Джоэл Порларес  (с 2023)

## Учение

### Священство
Независимая филиппинская церковь поддерживает историческое тройственное служение: епископы, священники, и дьяконы. Её апостольское преемство епископов происходит от Епископальной церкви в Соединенных Штатах Америки, которое было подарено 7 апреля 1948 года. Аглипаянская церковь разрешает своим священникам жениться и посвящает женщин. Так, в мае 2019 года Эмелин Дакуйкуй стала первой женщиной, рукоположённой в сан епископа.

### Поклонение и литургия
Основная воскресная литургия — это Евхаристия или Святая Месса, о которой говорится в Вульгате. Евхаристическая литургия похожа на литургию Римского Миссала, с элементами, взятыми из англиканской Книги общей молитвы (например, молитва «Собирай для чистоты», расположение мира перед Приношением, Евхаристическими молитвами и Молитвой смиренного доступа). Порядок богослужения основывается на филиппинском ритуале и Филиппинском Миссале. Аглипаяне верят в Настоящее присутствие Христа в Евхаристии, и причастие распространяется под обоими видами. Аглипаяне, будучи националистической церковью, используют Филиппинские национальные символы в их литургических практиках (например национальные цвета и мотивы, пение Национального гимна, и вывешивание филиппинского флага в святилище).

### Контрацепция и половое воспитание
Аглипайские епископы присоединились к публичным демонстрациям в поддержку Закона о репродуктивном здоровье, гарантирующего доступ к противозачаточным средствам и вводящего половое воспитание. Против него выступила Католическая церковь и несколько других инославных христианских конфессий по моральным соображениям.

### Права ЛГБТ
Вначале XXI века Церковь признала, что «проявила безразличие и заставила ЛГБТ чувствовать себя менее человечными, дискриминируемыми и стигматизированными». В заявлении, получившем название «Наша общая человечность, наше общее достоинство», подчёркивается позиция церкви, согласно которой она «должна открыто принимать Божий народ всех полов, сексуальных ориентаций, гендерной идентичности и самовыражения».
Поводом заявления с извинениями стал вопрос о планах церкви в отношении сексуальных меньшинств, заданный гомосексуалистом во время пленарного заседания церкви в 2014 году. Это привело к дискуссиям среди недавно избранных национальных молодежных офицеров во главе с открытым геем-президентом и лесбиянкой исполнительным вице-президентом, которого позже сменил другой открытый гей-президент. Позиция церкви в отношении ЛГБТ была официально принята всей церковью в феврале 2017 года.

## Переход отдельных общин в православие
В 2005 году в православие перешла община храма г. Макаланготе на острове Минданао вследствие принятия православной веры окормляющим общину отцом Моисеем Кахилигом, ныне иереем Филиппинско-Вьетнамской епархии.
В 2013 году ещё одна небольшая община Аглипаянской церкви, проживающая в регионе Давао, обратилась за духовным окормлением к иеромонаху Русской православной церкви заграницей Филиппу (Балингиту) из Манилы, филиппинцу по национальности, и приняла крещение по православному обряду вместе со своим священником.
21 августа 2015 года в православие в полном составе перешла община округа Ладон муниципалитета Алабель провинции Сарангани. Православные священники Георгий Максимов и Кирилл Шкарбуль крестили в водах Тихого океана двух бывших аглипаянских епископов, четырёх священников и их прихожан (всего 239 человек).
26 сентября 2015 года священники Станислав Распутин и Силуан Томпсон совершили крещение 187 верующих четырех бывших приходов в провинции Сарангани. Крещение также проходило в Тихом океане и длилось около шести часов. Затруднялось оно из-за огромных волн высотой в 2,5 метра (плохая погода помешала священникам принять в православную веру ещё 200 человек, для которых была назначена новая дата крещения).